# Heathen Chemistry
Heathen Chemistry – piąty album studyjny zespołu Oasis, wydany w 2002 (zob. 2002 w muzyce).

## Lista utworów
1. "The Hindu Times" – 3:49
2. "Force Of Nature" – 4:51
3. "Hung In A Bad Place" – 3:28
4. "Stop Crying Your Heart Out" – 4:59
5. "Songbird" – 2:07
6. "Little by Little" – 4:52
7. "A Quick Peep" – 1:17
8. "(Probably) All In The Mind" – 4:02
9. "She is Love" – 3:09
10. "Born on a Different Cloud" – 6:08
11. "Better Man" – 38:02

## Single
- 2002 "The Hindu Times" (#1 UK)
- 2002 "Stop Crying Your Heart Out" (#2 UK)
- 2002 "Little by Little" (#2 UK)
- 2003 "Songbird" (#3 UK)

## Skład
- Liam Gallagher – śpiew
- Noel Gallagher – gitara prowadząca, śpiew
- Gem Archer – gitara rytmiczna
- Andy Bell – gitara basowa
- Alan White – bębny, perkusja

Gościnnie:
- Johnny Marr – gitara